# Компасът (Бургас)
„Компасът“ е забележителност в гр. Бургас, известна в града още като „Пъпът“. Изграден е през 2011 г.
Освен естетическа стойност, архитектурната композиция изпълнява и функцията на нулев километър – отбелязва центъра на града (съвпада и с GPS координатите), отправна точка за отбелязване разстоянията спрямо други населени места.

## Местоположение
Намира се на пресечката на улиците „Св. св. Кирил и Методий“ и „Александровска“ в Бургас.

## Описание
Компасът представлява бронзова плоча с релефни изображения – кораб, лавров венец, риби и тризъбец. Ограден е с декоративна мозайка с лъчи на компас, включваща надписи на латиница и кирилица „БУРГАС 2011“ и „ЕВРОПА“.

## Изграждане
Август 2011 г. официално е открито новото бургаско ларго и ремонтираната улица „Александровска“.
На нея е открит и Компасът, дело на Радостин Дамасков, с проектант архитект Владимир Милков.